# Peter Leeuwenburgh
Peter Leeuwenburgh (Heinenoord, 23 maart 1994) is een Nederlands voetballer die in Nederland als laatste speelde als doelman bij FC Groningen. Tegenwoordig is Leeuwenburgh actief bij Apollon Limassol FC in Cyprus.

## Clubcarrière

### Ajax
Leeuwenburgh speelt sinds 2004 bij de jeugdopleiding van AFC Ajax. Op 6 februari 2012 tekende hij zijn eerste professionele contract bij Ajax. Hij debuteerde op 2 september 2013 in het betaald voetbal voor Jong Ajax (4-2 winst) in de Jupiler League tegen Jong PSV.
Door een blessure van reserve doelman Kenneth Vermeer was Peter Leeuwenburgh op 29 oktober 2013 tweede doelman achter Mickey van der Hart bij de KNVB Beker wedstrijd van Ajax thuis tegen ASWH. Dit is voor Leeuwenburgh de eerste keer dat hij deel uitmaakte van een wedstrijdselectie van de hoofdmacht van Ajax. Leeuwenburgh werd door Frank de Boer opgenomen in de 18-koppige selectie die 8 mei 2014 vertrok naar Indonesië voor twee oefenwedstrijden, als afsluiting van het seizoen 2013/14, tegen Persija Jakarta en Persib Bandung.
Door het verhuur van Mickey van der Hart werd Leeuwenburgh door Frank de Boer tijdens de voorbereiding op het seizoen 2014/15 bij de A-selectie opgenomen als nieuwe derde doelman achter Jasper Cillessen en Kenneth Vermeer. Door een blessure en concurrentie van Diederik Boer en André Onana kwam Leeuwenburgh niet in actie voor Ajax, wel zat hij tijdens de Johan Cruijff Schaal en de KNVB Beker-wedstrijd tegen JOS Watergraafsmeer als tweede doelman op de reservebank.

### Verhuur aan FC Dordrecht
Op 4 juni 2015 werd bekendgemaakt dat Leeuwenburgh per direct voor één seizoen verhuurd zal worden aan FC Dordrecht als opvolger van de naar Excelsior vertrokken Filip Kurto. Tijdens de voorbereiding moest Leeuwenburgh de concurrentie aangaan met Robbert te Loeke voor een plek onder de lat. Trainer Gérard de Nooijer gaf vlak voor de eerste competitie wedstrijd aan dat Te Loeke de eerste doelman zou worden. Leeuwenburgh moest hierdoor genoegen nemen met een plek op de reservebank. In de KNVB Beker-wedstrijd tegen SC Feyenoord (de amateurs van Feyenoord) op 22 september 2015 kreeg hij wel de voorkeur boven Te Loeke. Dordrecht wist die wedstrijd met 2-0 te winnen.

### Terugkeer bij Ajax
De verhuurperiode van Leeuwenburgh bij FC Dordrecht werd geen succes. In de winterstop werd door Dordrecht besloten hem terug te sturen naar Ajax waar hij weer aansloot bij de selectie van Jong Ajax. Bij Dordrecht kwam hij in de eerste seizoenshelft tot slechts 4 officiële wedstrijden. Vrijwel direct na zijn terugkeer bij Ajax werd hij geopereerd aan zijn schouder waarmee het seizoen voor Leeuwenburgh voorbij was. In het seizoen 2017/18 werd hij met Jong Ajax kampioen van de Eerste divisie.

### Cape Town City FC
Op 26 juli 2018 werd bekend dat Leeuwenburgh zijn carrière vervolgt in Zuid-Afrika, bij Cape Town City FC. Hier tekende hij een contract voor één seizoen met een optie voor nog twee seizoenen. Hij speelde drie seizoenen bij Cape Town City en kwam tot 81 wedstrijden. Bovendien won hij in zijn eerste seizoen de MTN 8-beker.

### FC Groningen
Na het seizoen 2020/21 vertrok Leeuwenburgh naar FC Groningen. Bij deze club debuteerde hij op 15 augustus tegen SC Cambuur in de Eredivisie. In het seizoen 2021/2022 kwam hij 35 keer uit voor Groningen. In zijn tweede seizoen begon hij als tweede keeper achter Michael Verrips.

### Apollon Limasol
Begin augustus 2023 werd bekendgemaakt dat Leeuwenburgh, na zijn aflopende contract bij FC Groningen, zijn carrière voorzet bij Apollon Limasol op Cyprus. De Cypriotische club heeft Leeuwenburgh tot medio 2025 vastgelegd.

## Interlandcarrière

### Jeugelftallen
Op 15 september 2010 maakte Leeuwenburgh zijn debuut als jeugdinternational voor het Nederlands elftal onder 17 in een wedstrijd op het Ursapharm-Vier-Nationen-Turnier tegen Duitsland onder 17 (2-1 verlies). Leeuwenburgh maakte deel uit van de selectie voor het EK 2011 in Servië. Leeuwenburgh zou met Nederland onder 17 dit EK uiteindelijk winnen. Hij speelde op dit EK in één wedstrijd mee, op 9 mei 2011 in de groepsfase wedstrijd tegen Tsjechië onder 17 (0-0). Na dit EK speelde hij nog twee interlands voor onder 19 en kwam hij in 2014 drie keer in actie voor Nederland onder 20.
| Jeugdinterlands van Peter Leeuwenburgh | Jeugdinterlands van Peter Leeuwenburgh | Jeugdinterlands van Peter Leeuwenburgh | Jeugdinterlands van Peter Leeuwenburgh | Jeugdinterlands van Peter Leeuwenburgh | Jeugdinterlands van Peter Leeuwenburgh |
| Team (№ interlands)                    | Datum                                  | Wedstrijd                              | Uitslag                                | Soort Wedstrijd                        | Doelpunten                             |
| Als speler bij Ajax                    | Als speler bij Ajax                    | Als speler bij Ajax                    | Als speler bij Ajax                    | Als speler bij Ajax                    | Als speler bij Ajax                    |
| -------------------------------------- | -------------------------------------- | -------------------------------------- | -------------------------------------- | -------------------------------------- | -------------------------------------- |
| Onder 17 (1.)                          | 15 september 2010                      | Duitsland - Nederland                  | 2 – 1                                  | Ursapharm-Vier-Nationen-Turnier        |                                        |
| Onder 17 (2.)                          | 20 september 2010                      | Israël - Nederland                     | 0 – 5                                  | Ursapharm-Vier-Nationen-Turnier        |                                        |
| Onder 17 (3.)                          | 9 mei 2011                             | Nederland - Tsjechië                   | 0 – 0                                  | EK 2011 Servië groepsfase              |                                        |
| Onder 19 (1.)                          | 11 oktober 2012                        | San Marino - Nederland                 | 0 – 4                                  | EK-kwalificatie '13                    |                                        |
| Onder 19 (2.)                          | 6 februari 2013                        | Nederland - Schotland                  | 2 – 1                                  | Vriendschappelijk                      |                                        |
| Onder 20 (1.)                          | 4 september 2014                       | Nederland - Tsjechië                   | 0 – 1                                  | Vriendschappelijk                      |                                        |
| Onder 20 (2.)                          | 9 oktober 2014                         | Nederland - Turkije                    | 2 – 2                                  | Vierlandentoernooi                     |                                        |
| Onder 20 (3.)                          | 13 oktober 2014                        | Nederland - Duitsland                  | 1 – 1                                  | Vierlandentoernooi                     |                                        |

### Jong Oranje
Op 29 oktober 2014 maakte bondscoach Remy Reijnierse bekend dat Leeuwenburgh behoorde tot de 37-koppige voorselectie voor de vriendschappelijk wedstrijd tegen Jong Duitsland. Leeuwenburgh werd echter niet opgenomen in de definitieve selectie.

## Carrièrestatistieken
| Seizoen         | Club              |                      | Competitie            | Competitie | Competitie | Beker | Beker | Internationaal | Internationaal | Overig | Overig | Totaal | Totaal |
| Seizoen         | Club              | Wed.                 | Competitie            | Dlp.       | Wed.       | Dlp.  | Wed.  | Dlp.           | Wed.           | Dlp.   | Wed.   | Dlp.   |        |
| --------------- | ----------------- | -------------------- | --------------------- | ---------- | ---------- | ----- | ----- | -------------- | -------------- | ------ | ------ | ------ | ------ |
| 2013/14         | Jong Ajax         | Vlag van Nederland   | Eerste divisie        | 3          | 0          | 0     | 0     | 0              | 0              | 0      | 0      | 3      | 0      |
| 2014/15         | Jong Ajax         | Vlag van Nederland   | Eerste divisie        | 7          | 0          | 0     | 0     | 0              | 0              | 0      | 0      | 7      | 0      |
| 2015/16         | → FC Dordrecht    | Vlag van Nederland   | Eerste divisie        | 2          | 0          | 2     | 0     | —              | —              | —      | —      | 4      | 0      |
| 2016/17         | Jong Ajax         | Vlag van Nederland   | Eerste divisie        | 5          | 0          | 0     | 0     | —              | —              | —      | —      | 5      | 0      |
| 2017/18         | Jong Ajax         | Vlag van Nederland   | Eerste divisie        | 0          | 0          | 0     | 0     | —              | —              | —      | —      | 0      | 0      |
| 2018/19         | Cape Town City FC | Vlag van Zuid-Afrika | Premier Soccer League | 28         | 0          | 4     | 0     | —              | —              | —      | —      | 32     | 0      |
| 2019/20         | Cape Town City FC | Vlag van Zuid-Afrika | Premier Soccer League | 25         | 0          | 1     | 0     | —              | —              | —      | —      | 26     | 0      |
| 2020/21         | Cape Town City FC | Vlag van Zuid-Afrika | Premier Soccer League | 28         | 0          | 3     | 0     | —              | —              | —      | —      | 31     | 0      |
| 2021/22         | FC Groningen      | Vlag van Nederland   | Eredivisie            | 34         | 0          | 1     | 0     | 0              | 0              | 0      | 0      | 35     | 0      |
| 2022/23         | FC Groningen      | Vlag van Nederland   | Eredivisie            | 5          | 0          | 1     | 0     | 0              | 0              | 0      | 0      | 6      | 0      |
| Carrière totaal | Carrière totaal   | Carrière totaal      | Carrière totaal       | 137        | 0          | 12    | 0     | 0              | 0              | 0      | 0      | 149    | 0      |

## Erelijst

### MetNederlands elftal onder 17
| Europa                 |    |      |
| Europees Kampioenschap | 1x | 2011 |

### MetJong Ajax
| Europa         |    |         |
| Eerste divisie | 1x | 2017/18 |